# Grünwald Mór
Grünwald Mór (Tolna, 1851. január 2. – Budapest, Erzsébetváros, 1912. február 7.) szülész-nőgyógyász, balneológus, királyi tanácsos, szanatórium-tulajdonos.

## Életpályája
Grünwald Bernát és Lőw Netti fiaként született zsidó családban. Középiskolai tanulmányait a Bajai Királyi Katolikus Főgimnáziumban végezte, majd a Budapesti Tudományegyetem Orvostudományi Karának hallgatója lett. 1878-ban orvosdoktorrá avatták. Pályáját Kézmárszky Tivadar orvosi intézetében kezdte gyakornokként, 1881-től pedig a Tauffer Vilmos igazgatása alatt működő II. sz. Szülészeti és Nőgyógyászati Kóroda tanársegéde lett. 1885-ben a Zólyom vármegyei Szliácson telepedett le, ahol fürdőorvosi kinevezést kapott. Szliácsfürdőt ismertető és népszerűsítő tanulmányokat és cikkeket írt.
1892 és 1893 között épült fel a Városligeti fasor 13. szám alatt a nevét viselő Grünwald-szanatórium, mely a saját tulajdonú női magángyógyintézete volt. Az épület Schannen Ernő terve szerint valósult meg.
Síremléke a Kozma utcai izraelita temetőben található.

## Családja
Felesége Stern Etelka (1866–1942) volt, Stern Mihály és Büchler Rozália lánya, akivel 1886. szeptember 19-én az Óbudai zsinagógában kötött házasságot.
Gyermekei:
- Grünwald Béla (1887–1944) orvos. Felesége Lichtschein Berta (1897–1944).
- Grünwald Renée (1889–?). Férje Hartstein Nándor Noé (1878–1944) földbirtokos.

## Munkái
- Szliács, szénsavdús vasas fürdő Zólyom mellett. Legújabb ismertetése helyi intézményeinek, gyógyforrásainak és gyógyjavallatainak. Budapest, 1887
- A szénsavas fürdők élettani hatásáról. Budapest, 1892
- Gyógyfürdőinkről. Budapest, 1892. (Különnyomat a Közegészségügyi Kalauzból)